# Нижнекаргино
Нижнекаргино (баш. Түбәнге Ҡарғауыл) — село в Дюртюлинском районе Республики Башкортостан Российской Федерации. Входит в состав Асяновского сельсовета

## География

### Географическое положение
Расстояние до:
- районного центра (Дюртюли): 9 км,
- центра сельсовета (Асяново): 3 км,
- ближайшей ж/д станции (Уфа): 132 км.

## История
В «Списке населенных мест по сведениям 1870 года», изданном в 1877 году, населённый пункт упомянут как деревня Нижняя Каргина 4-го стана Бирского уезда Уфимской губернии. Располагалась при речке Куваша, на почтовом тракте из Бирска в Мензелинск, в 50 верстах от уездного города Бирск и в 10 верстах от становой квартиры в деревне Дюртюли. В деревне в 78 дворах жили 485 человек (256 мужчин и 229 женщин, мещеряки), была мечеть. Жители занимались земледелием, скотоводством.

## Население
| 2002 | 2009 | 2010 |
| ---- | ---- | ---- |
| 186  | ↗206 | ↘188 |

### Национальный состав
Согласно переписи 2002 года, преобладающие национальности — башкиры (69 %), татары (30 %).

## Известные уроженцы
- Каримов, Зуфар Фазылович (род. 1933) — советский и российский учёный. Доктор технических наук. Заслуженный работник высшей школы РФ.